# Ал-Пон-да-Бар
Ал-Пон-да-Бар (кат. El Pont de Bar) — муніципалітет, розташований в Автономній області Каталонія, в Іспанії. Знаходиться у районі (кумарці) Алт-Уржель провінції Льєйда, згідно з новою адміністративною реформою перебуватиме у складі Баґарії (округи) Ал-Пірінеу і Аран.

## Населення
Населення міста (у 2007 р.) становить 191 особа (з них менше 14 років — 11,5%, від 15 до 64 — 61,8%, понад 65 років — 26,7%). У 2006 р. народжуваність склала 1 особа, смертність — 3 особи, зареєстровано 0 шлюбів. У 2001 р. активне населення становило 73 особи, з них безробітних — 2 особи.

Серед осіб, які проживали на території міста у 2001 р., 154 народилися в Каталонії (з них 113 осіб у тому самому районі, або кумарці), 5 осіб приїхало з інших областей Іспанії, а 0 осіб приїхало з-за кордону. 

Університетську освіту має 7,3% усього населення. 

У 2001 р. нараховувалося 66 домогосподарств (з них 31,8% складалися з однієї особи, 27,3% з двох осіб,19,7% з 3 осіб, 12,1% з 4 осіб, 7,6% з 5 осіб, 1,5% з 6 осіб, 0% з 7 осіб, 0% з 8 осіб і 0% з 9 і більше осіб).

Активне населення міста у 2001 р. працювало у таких сферах діяльності : у сільському господарстві — 19,7%, у промисловості — 9,9%, на будівництві — 14,1% і у сфері обслуговування — 56,3%. 

 У муніципалітеті або у власному районі (кумарці) працює 364 особи, поза районом — 39 осіб.

### Безробіття
У 2007 р. нараховувалося 6 безробітних (у 2006 р. — 4 безробітних), з них чоловіки становили 83,3%, а жінки — 16,7%.

## Економіка

### Підприємства міста

#### Промислові підприємства
| \| Промислові підприємства міста, за сферою діяльності \| Промислові підприємства міста, за сферою діяльності \| Промислові підприємства міста, за сферою діяльності \| \| Рік \| 2002 р. \| 2001 р. \| \| --------------------------------------------------- \| --------------------------------------------------- \| --------------------------------------------------- \| \| Енергетичні та водні ресурси \| 0% \| 0% \| \| Хімія та метали \| 0% \| 0% \| \| Переробка металів \| 0% \| 0% \| \| Продукти харчування \| 100% \| 100% \| \| Текстиль \| 0% \| 0% \| \| Виробництво меблів, видання \| 0% \| 0% \| \| Інше \| 0% \| 0% \| \| Усього підприємств \| 1 \| 1 \| |         |         |
| Промислові підприємства міста, за сферою діяльності |         |         |
| Рік | 2002 р. | 2001 р. |
| Енергетичні та водні ресурси | 0%      | 0%      |
| Хімія та метали | 0%      | 0%      |
| Переробка металів | 0%      | 0%      |
| Продукти харчування | 100%    | 100%    |
| Текстиль | 0%      | 0%      |
| Виробництво меблів, видання | 0%      | 0%      |
| Інше | 0%      | 0%      |
| Усього підприємств | 1       | 1       |

#### Роздрібна торгівля
| \| Підприємства роздрібної торгівлі міста, за сферою діяльності \| Підприємства роздрібної торгівлі міста, за сферою діяльності \| Підприємства роздрібної торгівлі міста, за сферою діяльності \| \| Рік \| 2002 р. \| 2001 р. \| \| ------------------------------------------------------------ \| ------------------------------------------------------------ \| ------------------------------------------------------------ \| \| Продукти харчування \| 100% \| 100% \| \| Одяг та взуття \| 0% \| 0% \| \| Товари для дому \| 0% \| 0% \| \| Книги та періодичні видання \| 0% \| 0% \| \| Промислова хімічна продукція \| 0% \| 0% \| \| Продукція, пов'язана з транспортними засобами \| 0% \| 0% \| \| Інше \| 0% \| 0% \| \| Усього підприємств \| 1 \| 1 \| |         |         |
| Підприємства роздрібної торгівлі міста, за сферою діяльності |         |         |
| Рік | 2002 р. | 2001 р. |
| Продукти харчування | 100%    | 100%    |
| Одяг та взуття | 0%      | 0%      |
| Товари для дому | 0%      | 0%      |
| Книги та періодичні видання | 0%      | 0%      |
| Промислова хімічна продукція | 0%      | 0%      |
| Продукція, пов'язана з транспортними засобами | 0%      | 0%      |
| Інше | 0%      | 0%      |
| Усього підприємств | 1       | 1       |

#### Сфера послуг
| \| Підприємства міста, що працюють у сфері послуг, за діяльністю \| Підприємства міста, що працюють у сфері послуг, за діяльністю \| Підприємства міста, що працюють у сфері послуг, за діяльністю \| \| Рік \| 2002 р. \| 2001 р. \| \| ------------------------------------------------------------- \| ------------------------------------------------------------- \| ------------------------------------------------------------- \| \| Гуртова торгівля \| 0% \| 0% \| \| Готелі та готельний бізнес \| 77,8% \| 75% \| \| Транспорт та зв'язок \| 0% \| 0% \| \| Посередницькі фінансові послуги \| 0% \| 0% \| \| Послуги підприємствам \| 22,2% \| 25% \| \| Послуги фізичним особам \| 0% \| 0% \| \| Нерухомість та ін. \| 0% \| 0% \| \| Усього підприємств \| 9 \| 8 \| |         |         |
| Підприємства міста, що працюють у сфері послуг, за діяльністю |         |         |
| Рік | 2002 р. | 2001 р. |
| Гуртова торгівля | 0%      | 0%      |
| Готелі та готельний бізнес | 77,8%   | 75%     |
| Транспорт та зв'язок | 0%      | 0%      |
| Посередницькі фінансові послуги | 0%      | 0%      |
| Послуги підприємствам | 22,2%   | 25%     |
| Послуги фізичним особам | 0%      | 0%      |
| Нерухомість та ін. | 0%      | 0%      |
| Усього підприємств | 9       | 8       |

## Житловий фонд
У 2001 р. 6,1% усіх родин (домогосподарств) мали житло метражем до 59 м2, 9,1% — від 60 до 89 м2, 59,1% — від 90 до 119 м2 і
25,8% — понад 120 м2.

З усіх будівель у 2001 р. 16,5% було одноповерховими, 72,5% — двоповерховими, 11
% — триповерховими, 0% — чотириповерховими, 0% — п'ятиповерховими, 0% — шестиповерховими,
0% — семиповерховими, 0% — з вісьмома та більше поверхами.

## Автопарк
| \| Автомобілі, зареєстровані у місті, за призначенням \| Автомобілі, зареєстровані у місті, за призначенням \| Автомобілі, зареєстровані у місті, за призначенням \| \| Рік \| 2006 р. \| 2005 р. \| \| -------------------------------------------------- \| -------------------------------------------------- \| -------------------------------------------------- \| \| Приватні автомобілі \| 65,1% \| 66,2% \| \| Мотоцикли \| 7,1% \| 7,5% \| \| Вантажівки \| 23,7% \| 22,5% \| \| Трактори \| 0% \| 0% \| \| Автобуси та ін. \| 4,1% \| 3,8% \| \| Усього автомобілів \| 169 шт. \| 160 шт. \| |         |         |
| Автомобілі, зареєстровані у місті, за призначенням |         |         |
| Рік | 2006 р. | 2005 р. |
| Приватні автомобілі | 65,1%   | 66,2%   |
| Мотоцикли | 7,1%    | 7,5%    |
| Вантажівки | 23,7%   | 22,5%   |
| Трактори | 0%      | 0%      |
| Автобуси та ін. | 4,1%    | 3,8%    |
| Усього автомобілів | 169 шт. | 160 шт. |

## Вживання каталанської мови
У 2001 р. каталанську мову у місті розуміли 100% усього населення (у 1996 р. — 100%), вміли говорити нею 97,4% (у 1996 р. — 
97,2%), вміли читати 82,1% (у 1996 р. — 93,7%), вміли писати 44,9
% (у 1996 р. — 38,7%). Не розуміли каталанської мови 0%.

## Політичні уподобання
У виборах до Парламенту Каталонії у 2006 р. взяло участь 101 особа (у 2003 р. — 100 осіб). Голоси за політичні сили розподілилися таким чином:
| \| Вибори до Парламенту Каталонії \| Вибори до Парламенту Каталонії \| Вибори до Парламенту Каталонії \| \| Рік \| 2006 р. \| 2003 р. \| \| -------------------------------------- \| ------------------------------ \| ------------------------------ \| \| Конвергенція та Єднання (CiU) \| 66,3% \| 59% \| \| Соціалістична партія Каталонії (PSC) \| 13,9% \| 14% \| \| Народна партія (PP) \| 0% \| 1% \| \| Ініціатива за зелену Каталонію (IC) \| 7,9% \| 3% \| \| Республіканська лівиця Каталонії (ERC) \| 11,9% \| 23% \| \| Громадянська партія (C's) \| 0% \| 0% \| \| Інші \| 0% \| 0% \| |         |         |
| Вибори до Парламенту Каталонії |         |         |
| Рік | 2006 р. | 2003 р. |
| Конвергенція та Єднання (CiU) | 66,3%   | 59%     |
| Соціалістична партія Каталонії (PSC) | 13,9%   | 14%     |
| Народна партія (PP) | 0%      | 1%      |
| Ініціатива за зелену Каталонію (IC) | 7,9%    | 3%      |
| Республіканська лівиця Каталонії (ERC) | 11,9%   | 23%     |
| Громадянська партія (C's) | 0%      | 0%      |
| Інші | 0%      | 0%      |